# Itinéraire d'une maman braqueuse
Pour plus de détails, voir Fiche technique et Distribution.
Itinéraire d'une maman braqueuse est un téléfilm français diffusé en 2019, d'Alexandre Castagnetti.

## Synopsis
Laura quitte son conjoint miteux en prenant ses deux fils avec elle, en vue de leur offrir une vie meilleure.
C'est en prenant le bail d'un nouveau logement difficilement négocié avec son propriétaire, qu'elle engage à grands frais une rénovation partielle des lieux pour finir par l'équiper en meubles et en équipements neufs s'en suivant contre l'avis de sa chargée de clientèle bancaire, de l'achat d'une voiture d'occasion. Parallèlement, son ex-conjoint s'emploie à ne pas payer la pension alimentaire. Elle fait aussi la connaissance d'une greffière retraitée nommée Ariane, qui a pour habitude de chaparder des produits dans le supermarché du quartier. Au sein d'une œuvre caritative, elle travaille en compagnie d'un certain Alexandre qui finira vite par devenir son amant. 
Malgré toute sa bonne volonté et sa loyauté, la mère de famille voit ses factures et ses dettes s'accumuler rendant son solde bancaire dans une situation alarmante. Des lettres de relances et d'injonctions toujours plus angoissantes les unes que les autres viennent s'entasser dans sa boîte aux lettres. Une visite d'huissier et une attitude peu avenante de son établissement bancaire ainsi que l'impatience affichée de son propriétaire vont progressivement venir à bout du courage de cette famille dont le père reste désespérément négligent quant à ses obligations, refusant dans le même temps toute aide de la part de sa mère. 
De crise en perdition, elle met en jeu son avenir et celui de ses enfants pour faire mettre en lumière la difficulté de vivre grandissante ainsi que l'exaspération sociale, touchant des milliers de ménages en France.

## Fiche technique
- Titre original : Itinéraire d'une maman braqueuse
- Réalisation : Alexandre Castagnetti
- Scénario : Clara Bourreau et Cécile Lugiez d'après Un début de mois difficile - itinéraire d'une maman braqueuse de Rose-Anne Vicari
- Sociétés de production : Éléphant T.V, TF1 Production
- Société de distribution : TF1 distribution
- Pays de production :  France
- Langue originale : français
- Format : couleur
- Genres : drame, fait divers
- Durée : 104 minutes
- Date de première diffusion :
  - France : 11 novembre 2019 sur TF1
- Public : tout public

## Distribution
- Cécile Rebboah : Laura
- Medi Sadoun : Alexandre
- Catherine Allégret : Marta
- Claire Nadeau : Arianne
- Pascal Demolon : Éric
- Jules Houplain : Lucas
- Simon Aouizerate : Samy
- Vincent Primault : Le propriétaire
- Arnaud Henriet : M. Machat
- Sabine Pakora : Louloute
- Delphine Baril : Épouse d'Aurélie
- Yves Pignot : Ancien amant d'Ariane
- Gary Mihaileanu : Vendeur de meubles
- Emmanuel Ménard : Président de Tribunal
- Tanguy Onakoy : Valentin
- Cécile Arnaud : Aurélie
- Saabo Balde : Amed fils de Louloute 1
- Sophie Chen : Elsa
- Oussama Kheddam : Me Belkacem
- Noémie Chicheportiche : Mère d'élève aisée
- Christopher Gendreau : Directeur d'école
- Magali Miniac : Assistante Sociale
- Jérémie Covillault : L'avocat général
- Thomas Arnaud : Public Tribunal 1
- Angélique Baudrin : Public Tribunal 2
- Katia Bour : Public Tribunal 3
- Clara Ziegler : Conseillère Bancaire
- Élodie Meudec : Aline
- William Louis : Chauffeur Livreur
- François Pérache : Huissier
- Claudie Arif : Greffière
- Bertrand Castagnetti : Le policier
- Moos Bela : Le garagiste
- Alexis Corso : Le mécanicien
- Emmanuelle Fernandez : Mère Le Bon Coin
- Hugo De Donno : Fils Le Bon Coin
- Pablo gallego : Le serveur
- Gautier Del Pia : Le flic

## Production

### Inspiration

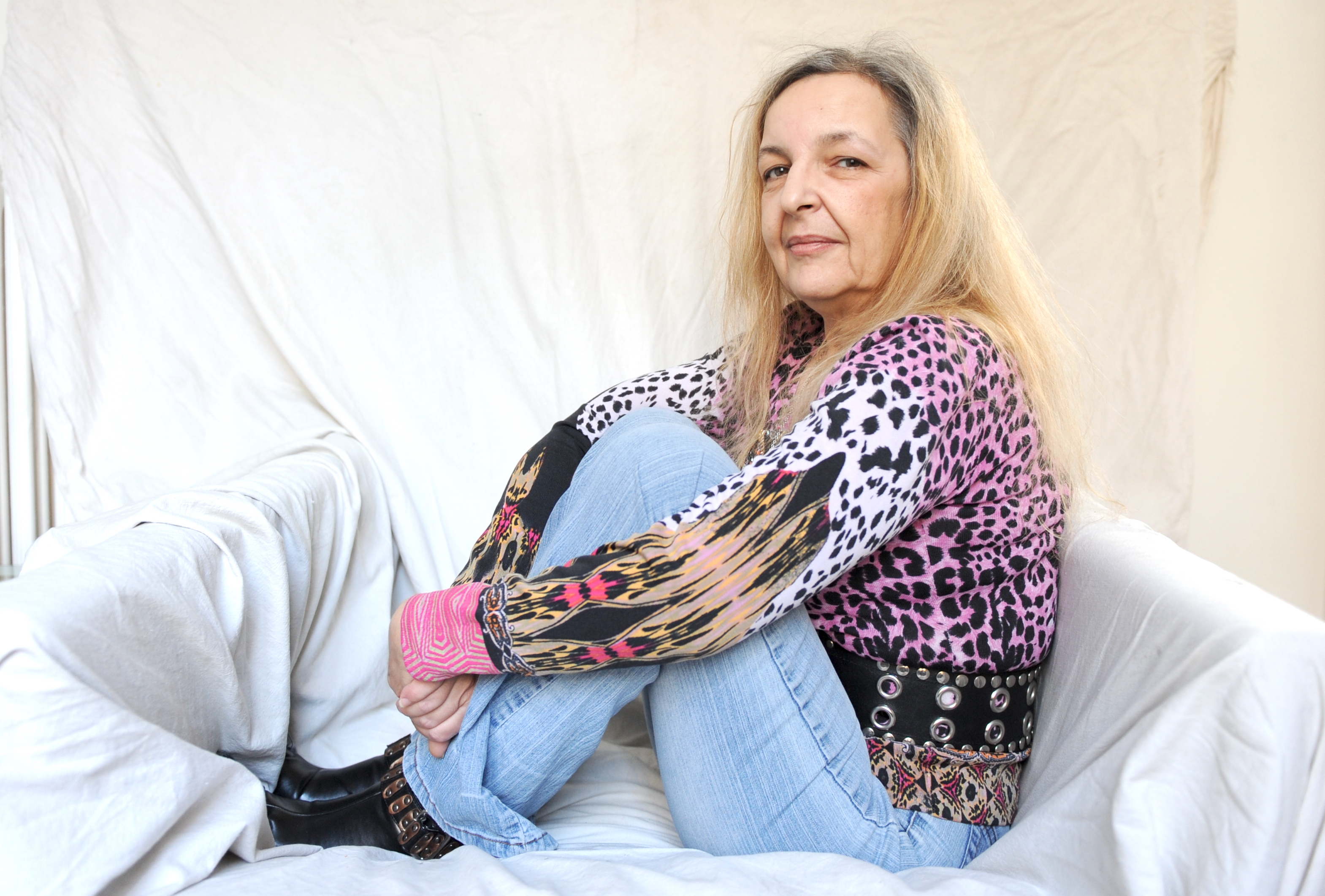
Rose-Anne Vicari, le 19 janvier 2011 à Paris.

Le téléfilm évoque l'histoire de Rose-Anne Vicari. Le 8 décembre 2009, cette mère de famille de 50 ans reçoit un avis d'expulsion pour loyers impayés. Quelques heures plus tard, elle braque maladroitement sa buraliste avec un pistolet d'alarme pour l'obliger à lui prêter de l'argent.

### Tournage
Le tournage s'est déroulé en 20 jours. L'actrice principale, Cécile Rebboah a travaillé en amont avec le réalisateur.

## Diffusion
Lors de sa diffusion sur TF1, le 11 novembre 2019, le téléfilm est suivi du documentaire Surendettement: le combat des femmes dans lequel Rose-Anne Vicari témoigne.

## Audience
Lors de sa diffusion, sur TF1, le 11 novembre 2019, la première partie du téléfilm attire 3,62 millions de téléspectateurs (15,2 % de part d'audience), en France. La seconde partie, quant à elle, conserve encore 3,28 millions de téléspectateurs (16,4 % de part d'audience), ce qui place la chaîne deuxième de la soirée, battue par M6 et L'amour est dans le pré.

## Accueil critique
Moustique estime que le réalisateur, Alexandre Castagnetti, « aborde ce sujet sensible sans pathos ni effets de manches » et trouve l'actrice Cécile Rebboah « terriblement juste, touchante et acculée ». 

## Distinction
- Festival de la fiction TV de La Rochelle 2019 : Meilleure interprétation féminine pour Cécile Rebboah[6].